# St Pancras Old Church
Pour les articles homonymes, voir Église Saint-Pancrace.
St Pancras Old Church (« ancienne église de Saint-Pancrace » qui ne doit être confondue avec la St Pancras New Church, la « nouvelle église de Saint Pancrace » (en)), est une église paroissiale de l'Église d'Angleterre située dans le centre de Londres.  

## Situation
L'église s'élève sur Pancras Road, dans le quartier de St Pancras and Somers Town, dans le borough de Camden.

## Histoire
On pense qu'il s'agit de l'un des plus vieux sites d'adoration chrétienne en Angleterre ; elle est consacrée au martyr romain Pancrace de Rome, bien que le bâtiment lui-même soit largement d'époque victorienne. 
Le quartier environnant et sa gare de trains internationaux tiennent leur nom de l'église et de la paroisse. 

## Lieu de sépulture
L'église abrite la tombe de Samuel Cooper (1609-1672), célèbre miniaturiste.
Le cimetière qui s'étend autour de l'église tient lieu de sépulture, non seulement aux paroissiens, mais aussi à de nombreux aristocrates et dignitaires étrangers des XVIIe et XVIIIe siècles, souvent catholiques, notamment beaucoup d'émigrés français, et particulièrement des prêtres, ayant fui la Révolution. 
Parmi les personnes enterrées là, on pourra distinguer entre autres :
- John Ernest Grabe (1666-1711), théologien allemand
- Thomas Dongan (1634-1715), comte de Limerick
- Jonathan Wild (1683-1725), criminel[1]
- Jeremy Collier (1650-1726), évêque
- Ned Ward (1667-1731), écrivain
- Giacomo Leoni (1686-1746), architecte italien
- Simon François Ravenet (1706-1774), graveur français
- Johann Christian Bach (1735-1782), compositeur allemand[1]
- William Woollett (1735-1785), graveur[1]
- Karl Friedrich Abel (1723-1787), compositeur allemand[1]
- Louis Charles d'Hervilly (1755-1795), officier français
- Joseph Wall (1737-1802), administrateur colonial exécuté pour cruauté[1]
- Arthur Richard Dillon (1721-1806), évêque français (inhumé en 2007 dans la cathédrale de Narbonne)
- Louis des Escotais (1746-1812), Comte des Escotais et Maréchal de Camps
- Pascal Paoli (1725-1806), homme politique et général corse (transféré en 1889 en Corse)
- John Walker (1732-1807), acteur et lexicographe
- Tiberius Cavallo (1749-1809), physicien italien
- Charles de Beaumont, chevalier d'Éon (1728-1810)
- Samuel Webbe (1740-1816), compositeur[1]
- John Polidori (1796-1821), docteur et romancier fantastique
- John Flaxman (1755-1826), sculpteur[1]

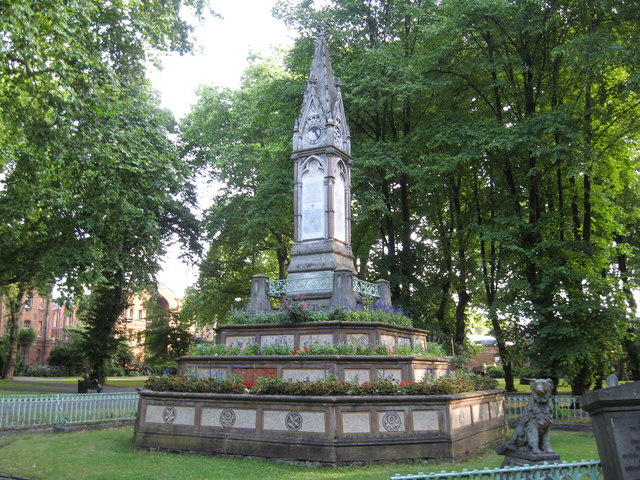
Le mémorial Burdett-Coutts

Un mémorial érigé grâce à Angela Burdett-Coutts et inauguré en 1879 répertorie les noms des personnalités inhumées ici, dont les tombes ont disparu.